# 科烏佩羅夫峰
科烏佩羅夫峰（英語：Kouperov Peak）是南極洲的山峰，位於瑪麗伯德地，處於德馬斯山脈南端，海拔高度890米，美國地質調查局根據測量和美國海軍拍攝的空中照片繪入地圖，現時由南極條約體系管理。